# Пиннок, Анна
А́нна Пи́ннок (англ. Anna Pinock; Англия, Великобритания) — британский декоратор. Шестикратная номинантка (2003, 2008, 2013, дважды в 2015, 2017) и единожды лауреатка кинопремии «Оскара» (2015). 

## Биография
Анна Пиннок родилась в Англии (Великобритания) в семье публициста Кеннета Альфреда Томаса Пиннока и певицы-любительницы Джойс Эдит Пиннок (в девичестве Магглтон), став их младшим ребёнком и единственной дочерью. Старший брат Анны — Тревор Пиннок (род. 1946), британский клавесинист и дирижёр, представитель движения аутентичного исполнительства.

## Карьера
Анна начала карьеру декоратора в 1986 году. Пиннок работала над тремя фильмами о Джеймсе Бонде: «Квант милосердия» (22-й фильм, 2008), «007: Координаты «Скайфолл»» (23-й, 2012) и «007: Спектр» (24-й, 2015). Является лауреатом премий «Art Directors Guild» (2013, 2015), «Awards Circuit Community Awards» (2014), «Florida Film Critics Circle» (2014), «Phoenix Film Critics Society Awards» (2014), «San Diego Film Critics Society Awards» (2014), «Спутник» 2014), «Washington DC Area Film Critics Association Awards» (2014), шестикратная номинантка (2003, 2008, 2013, дважды в 2015, 2017) и единожды лауреатка «Оскара» (2015), «BAFTA» (2015, 2017), «Critics’ Choice Movie Awards» (2015), «Georgia Film Critics Association» (2015), «Seattle Film Critics Awards» (2015), «St. Louis Film Critics Association» (2016) и «Online Film & Television Association» (2017).

## Избранная фильмография
- 1988 — «Восставший из ада 2» / Hellbound: Hellraiser II
- 1992 — «У воды» / Waterland
- 1994 — «Фламандская доска» / Uncovered
- 1994 — «Быть человеком» / Being Human
- 1994 — «Четыре свадьбы и одни похороны» / Four Weddings and a Funeral
- 1995 — «Остров Головорезов» / Cutthroat Island
- 1995 — «Королевская милость» / Restoration
- 1997 — «Пятый элемент» / The Fifth Element
- 1998 — «Затерянные в космосе» / Lost in Space
- 1999 — «Западня» / Entrapment
- 2000 — «Доказательство жизни» / Proof of Life
- 2000 — «Пляж» / The Beach
- 2001 — «Госфорд-парк» / Gosford Park
- 2003 — «День расплаты» / The Reckoning
- 2004 — «Ван Хельсинг» / Van Helsing
- 2004 — «Троя» / Troy
- 2005 — «Казанова» / Casanova
- 2007 — «Золотой компас» / The Golden Compass
- 2008 — «Квант милосердия» / Quantum of Solace
- 2010 — «Битва титанов» / Clash of the Titans
- 2010 — «Турист» / The Tourist
- 2012 — «Жизнь Пи» / Life of Pi
- 2012 — «007: Координаты «Скайфолл»» / Skyfall
- 2014 — «Отель «Гранд Будапешт»» / The Grand Budapest Hotel
- 2015 — «007: Спектр» / Spectre
- 2016 — «Фантастические твари и где они обитают» / Fantastic Beasts and Where to Find Them
- 2018 — «Фантастические твари: Преступления Грин-де-Вальда» / Fantastic Beasts: The Crimes of Grindelwald
- 2020 — «Довод» / Tenet
- 2022 — «Фантастические твари: Тайны Дамблдора» / Fantastic Beasts: The Secrets of Dumbledore